# Hans Diem
Hans Diem (... – 1º marzo 1949) è stato un calciatore svizzero, di ruolo difensore.